# Katakura Kenkichi
Katakura Kenkichi est un nom japonais traditionnel ; le nom de famille (ou le nom d'école), Katakura, précède donc le prénom (ou le nom d'artiste).
Katakura Kenkichi (片倉健吉, 1870-1941) est un noble japonais de l'ère Meiji. Kenkichi aurait été le quinzième Katakura kojūrō. Il sert comme prêtre en chef au Aoba-jinja, à Sendai et porte le titre de baron selon le système kazoku.

## Source
- (en) Cet article est partiellement ou en totalité issu de l’article de Wikipédia en anglais intitulé « Katakura Kenkichi » (voir la liste des auteurs).